# Wiener-Dog
Wiener-Dog is een Amerikaanse film uit 2016, geschreven en geregisseerd door Todd Solondz. De film ging in wereldpremière op 22 januari op het Sundance Film Festival.

## Verhaal
Een teckel zwerft door het land en brengt overal waar hij komt troost en vreugde. Eerst brengt hij een jongen enkele levenslessen bij, alvorens te worden meegenomen door de medelevende dierenarts Dawn Wiener (Greta Gerwig). Dawn herenigt zich met iemand uit haar verleden en begint aan een roadtrip. Vervolgens ontmoet de hond een ploeterende filmdocent en later een verbitterde oude vrouw met haar hulpbehoevende kleindochter, allen verlangend naar iets meer in hun leven.

## Rolverdeling
| Acteur             | Personage    |
| ------------------ | ------------ |
| Greta Gerwig       | Dawn Wiener  |
| Kieran Culkin      | Brandon      |
| Danny DeVito       | Dave Schmerz |
| Ellen Burstyn      | Nana         |
| Julie Delphy       | Dina         |
| Zosia Mamet        | Zoe          |
| Tracy Letts        | Danny        |
| Keaton Nigel Cooke | Remi         |
| Charlie Tahan      | Warren       |
| Connor Long        | Tommy        |
| Anna Baryshnikov   | Tara         |
| Katherine Reis     | Rafa         |
| Melo Ludwig        | jonge Nana   |